# Presidenti di Nauru
Il presidente di Nauru è eletto dai membri del parlamento nauruano e svolge sia la funzione di capo dello stato sia di primo ministro di Nauru. Il parlamento nauruano conta 19 membri, con una scadenza elettorale di tre anni. Il mandato presidenziale, per via delle ridotte dimensioni del parlamento e delle poche differenze tra i vari partiti che lo compongono, è estremamente instabile: non sono rare, infatti, le crisi di governo e la conseguente interruzione anticipata del mandato.

## Lista dei presidenti
| Nº   | Presidente | Presidente | Presidente                   | Inizio mandato    | Fine mandato      | Partito          |
| ---- | ---------- | ---------- | ---------------------------- | ----------------- | ----------------- | ---------------- |
| 1    |            |            | Hammer DeRoburt (1922–1992)  | 31 gennaio 1968   | 22 dicembre 1976  | indipendente     |
| 2    |            |            | Bernard Dowiyogo (1946–2003) | 22 dicembre 1976  | 19 aprile 1978    | Nauru Party      |
| 3    |            |            | Lagumot Harris (1938–1999)   | 19 aprile 1978    | 15 maggio 1978    | indipendente     |
| (1)  |            |            | Hammer DeRoburt (1922–1992)  | 15 maggio 1978    | 17 settembre 1986 | indipendente     |
| 4    |            |            | Kennan Adeang (1942–2011)    | 17 settembre 1986 | 1º ottobre 1986   | Nauru Party      |
| (1)  |            |            | Hammer DeRoburt (1922–1992)  | 1º ottobre 1986   | 12 dicembre 1986  | indipendente     |
| (4)  |            |            | Kennan Adeang (1942–2011)    | 12 dicembre 1986  | dicembre 1986     | Nauru Party      |
| (1)  |            |            | Hammer DeRoburt (1922–1992)  | 22 dicembre 1986  | 17 agosto 1989    | indipendente     |
| 5    |            |            | Kenas Aroi (1942–1991)       | 17 agosto 1989    | 12 dicembre 1989  | Democratic Party |
| (2)  |            |            | Bernard Dowiyogo (1946–2003) | 12 dicembre 1989  | 22 novembre 1995  | Democratic Party |
| (3)  |            |            | Lagumot Harris (1938–1999)   | 22 novembre 1995  | 11 novembre 1996  | indipendente     |
| (2)  |            |            | Bernard Dowiyogo (1946–2003) | 11 novembre 1996  | 26 novembre 1996  | Democratic Party |
| (4)  |            |            | Kennan Adeang (1942–2011)    | 26 novembre 1996  | 19 dicembre 1996  | Democratic Party |
| 6    |            |            | Ruben Kun (1942–2014)        | 19 dicembre 1996  | 13 febbraio 1997  | Centre Party     |
| 7    |            |            | Kinza Clodumar (1945–2021)   | 13 febbraio 1997  | 18 giugno 1998    | Centre Party     |
| (2)  |            |            | Bernard Dowiyogo (1946–2003) | 18 giugno 1998    | 27 aprile 1999    | Democratic Party |
| 8    |            |            | René Harris (1947–2008)      | 27 aprile 1999    | 20 aprile 2000    | Centre Party     |
| (2)  |            |            | Bernard Dowiyogo (1946–2003) | 20 aprile 2000    | 30 marzo 2001     | Democratic Party |
| (8)  |            |            | René Harris (1947–2008)      | 30 marzo 2001     | 9 gennaio 2003    | Centre Party     |
| (2)  |            |            | Bernard Dowiyogo (1946–2003) | 9 gennaio 2003    | 17 gennaio 2003   | Democratic Party |
| (8)  |            |            | René Harris (1947–2008)      | 17 gennaio 2003   | 18 gennaio 2003   | Centre Party     |
| (2)  |            |            | Bernard Dowiyogo (1946–2003) | 18 gennaio 2003   | 10 marzo 2003     | Democratic Party |
| 9    |            |            | Derog Gioura (1932–2008)     | 10 marzo 2003     | 29 maggio 2003    | Democratic Party |
| 10   |            |            | Ludwig Scotty (1948–)        | 29 maggio 2003    | 8 agosto 2003     | indipendente     |
| (8)  |            |            | René Harris (1947–2008)      | 8 agosto 2003     | 22 giugno 2004    | Centre Party     |
| (10) |            |            | Ludwig Scotty (1948–)        | 22 giugno 2004    | 19 dicembre 2007  | indipendente     |
| 11   |            |            | Marcus Stephen (1969–)       | 19 dicembre 2007  | 10 novembre 2011  | indipendente     |
| 12   |            |            | Frederick Pitcher (1967–)    | 10 novembre 2011  | 15 novembre 2011  | Nauru First      |
| 13   |            |            | Sprent Dabwido (1972–2019)   | 15 novembre 2011  | 11 giugno 2013    | Nauru First      |
| 14   |            |            | Baron Waqa (1959–)           | 11 giugno 2013    | 27 agosto 2019    | indipendente     |
| 15   |            |            | Lionel Aingimea (1965–)      | 27 agosto 2019    | 29 settembre 2022 | indipendente     |
| 16   |            |            | Russ Kun (1975–)             | 29 settembre 2022 | 30 ottobre 2023   | indipendente     |
| 17   |            |            | David Adeang (1969–)         | 30 ottobre 2023   | in carica         | Nauru First      |